# John Frederic Thomas Jane
John Frederic Thomas Jane, znany lepiej jako Fred T. Jane (ur. 6 sierpnia 1870 w Richmond, zm. 8 marca 1916 w Southsea) – brytyjski wydawca, dziennikarz i rysownik, twórca istniejących do dziś roczników: Jane’s All the World’s Aircraft (poświęcony samolotom) i Jane’s Fighting Ships (poświęcony okrętom).
Fred T. Jane urodził się w podlondyńskim Richmond, ale od wczesnego dzieciństwa mieszkał w Portsmouth. Już w latach szkolnych wykazywał talent w dziedzinie rysunków, fascynował się również marynarką wojenną, po spektakularnym bombardowaniu Aleksandrii w 1882 roku. Były to, w obliczu narastającej konkurencji ze strony flot Francji i Niemiec, lata szczególnego zainteresowania brytyjskiej opinii publicznej sprawami Royal Navy. W latach 90. XIX wieku Fred T. Jane był już uznanym dziennikarzem specjalizującym się w sprawach morskich, a w 1898 roku przygotował swój własny rocznik flot, zatytułowany All the World's Fighting Ships i będący katalogiem jednostek wojennych na lata 1897−1898.
Publikacja Freda T. Jane'a zdobyła sobie znaczną popularność w kręgach marynarki, chociaż była przez niektórych oficerów krytykowana za ujawnianie dokładnych charakterystyk okrętów. Praca była kontynuowana a rocznik udoskonalany, między innymi poprzez wprowadzenie ilustracji. Poza wydawaniem rocznika, Fred T. Jane pisał własne książki o tematyce morskiej. Najbardziej znana jest The British Battle-Fleet: Its Inception and Growth throughout the Centuries z 1912 roku. Ujawniał w niej fascynację ideami Alfreda T. Mahana.
Fred T. Jane zmarł 8 marca 1916 roku w Southsea, nadmorskiej dzielnicy Portsmouth. Po jego śmierci, dla uczczenia założyciela, rocznik zmienił nazwę na Jane's Fighting Ships, a dzieło było kontynuowane. Obecnie jest to najstarszy wciąż wydawany rocznik flot na świecie.